# Starokuczerbajewo
Starokuczerbajewo (ros. Старокучербаево) – wieś (sieło) w Rosji, w Baszkortostanie, w rejonie błagowarskim. W 2010 liczyła 1309 mieszkańców.

## Urodzeni
- Walej Nabiullin – radziecki i baszkirski polityk.